# دغة (سردشت)
دغة هي قرية في مقاطعة سردشت، إيران. عدد سكان هذه القرية هو 24 في سنة 2006.